# قصف فرانكفورت خلال الحرب العالمية الثانية

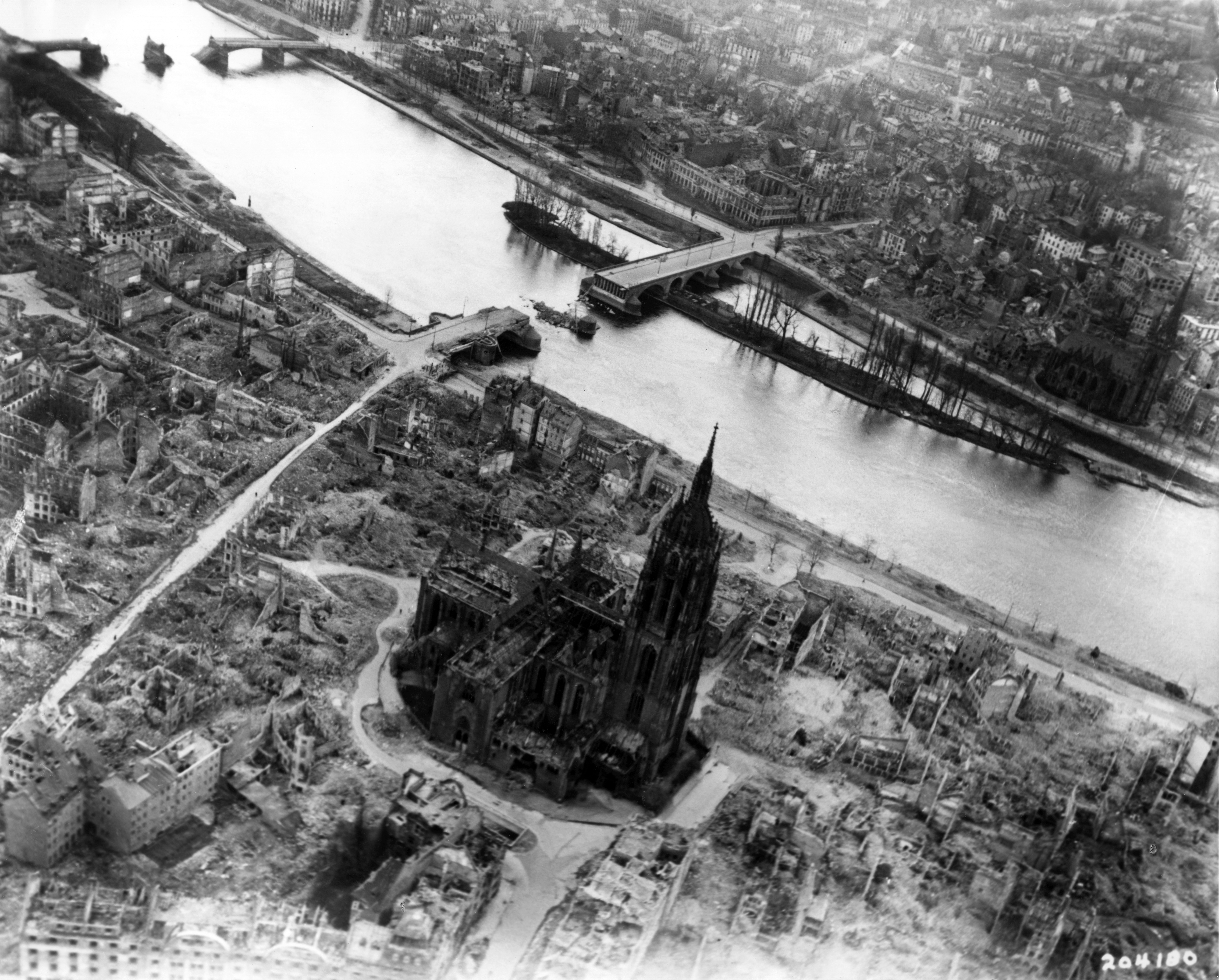
الدمار الذي خلفه القصف على المدينة بالقرب من كاتدرائية فرانكفورت وما حولها (صورة تعود لشهر مايو من عام 1945).

تعرضت مدينة فرانكفورت للقصف على يد الحلفاء خلال الحرب العالمية الثانية وسقط جراء هذه الغارات حوالي 5,500 شخص كما أصاب الدمار أكبر مركز مدينة قروسطي في ألمانيا حيث أسقطت القوة الجوية الثامنة التابعة للقوات الجوية الأمريكية 12,197 طن من المواد المتفجرة على المدينة.
وأسقط سلاح الجو الملكي للملكة المتحدة 15,696 طن إمبراطوري من القنابل على المدينة خلال الفترة الممتدة من عام 1939 حتى عام 1945.
اُستخدِمَ في إعادة إعمار المدينة بعد انتهاء الحرب التقنيات المعمارية الحديثة عموماً وأعيد بناء عدة معالم شهيرة على نمط تاريخي اتسم بالبساطة. كانت كنيسة القديس بولس التي يعود تاريخ تشييدها إلى عام 1789 أول مبنى تم إعادة إعماره.
| التاريخ                     | الأحداث |
| --------------------------- | --- |
| 1942-12-22                  | تعرضت فرانكفورت لعملية قصف غير ناجحة نتيجة ظروف الطقس السيئة التي منعت الطواقم من سماع قائد السرب دانيالز على معدات راديو التردد المعياري في المهمة الأولى للمجموعة رقم ثمانية (PFF) التابعة لسلاح الجو الملكي البريطاني (التي اقترحها نائب المارشال الجوي دون بينيت بتاريخ 22 ديسمبر 1942— التي سبقت عملية تشاستايز بستة أشهر)[بحاجة لمصدر]    |
| 1943-10-04/05               | 155 قاذفة جوية من طراز بوينغ بي-17 من جناح القصف الأول الأمريكي تستهدف الأشغال المعدنية الألمانية المتحدة في منطقة هيديرنهايم بالمدينة تعرضت فرانكفورت للقصف بـ 402 قاذفة بريطانية – و 162 أفرو لانكاستر و 170 هاندلي بيج هاليفاكس بالإضافة إلى 70 قاذفة شورت ستيرلينغ – بمشاركة ثلاثة قاذفات بي-17 تابعة لقوات الجيش الجوية الأمريكية (USAAF). |
| 1944-01-29                  | مهمة قصف فرانكفورت النهارية رقم 24 تؤدي إلى مقتل الأميرة ماري ألكسندرا من بادن. |
| 1944-02-04                  | قصفت مجموعة بي جي 303 منطقة مدينة فرانكفورت باستخدام سرايا المجموعة رقم ثمانية (PFF). |
| 1944-02-11                  | هاجمت مجموعة 303 بي جي فرانكفورت. |
| 1944-03-02                  | استهدفت مجموعة 303 بي جي مصانع حْمَل الكريّات المتحدة في فرانكفورت وتبِعها أعمال إركنير حْمَل الكريّات في برلين. |
| 1944-03-22                  | غارة ليلية دمرت القسم القديم من فرانكفورت وأدت إلى مقتل أكثر من 1000 شخص، كما أصاب الميناء أضرار بالغة. |
| 1944-12-22/23 1945-01-08/09 | أغارت طائرات عسكرية من طراز دي هافيلاند موسكيتو على المدينة خلال معركة برلين (جوي). |
| [متى؟]                      | أصيبت مكتبة البلدية خلال إحدى الغارات الجوية مما أسفر عن تدمير المجموعة التي تملكها المكتبة من وثائق جنيزة القاهرة الموجودة فيها بالإضافة إلى قوائم بالمجموعة. |